# Keizerspecht
De keizerspecht (Campephilus imperialis) is een vogel uit de familie Picidae (Spechten). De vogel werd in 1832 door John Gould geldig beschreven. Het is een waarschijnlijk uitgestorven, ooit endemische vogel uit Mexico.

## Kenmerken
De keizerspecht is (of beter gezegd: was) 50 tot 60 cm lang. Het was een indrukwekkend grote, zwart en wit gekleurde specht. Van boven was de specht zwart met grote witte vleugelvlekken en iets wat leek op bretels (smalle witte strepen) op de rug. De vogel had een grote, ivoorkleurige snavel. Het mannetje had een rode kuif en het vrouwtje een zwarte kuif. Onvolwassen vogels waren bruiner. Geen enkele soort specht die in hetzelfde gebied voorkwam had dit forse formaat.

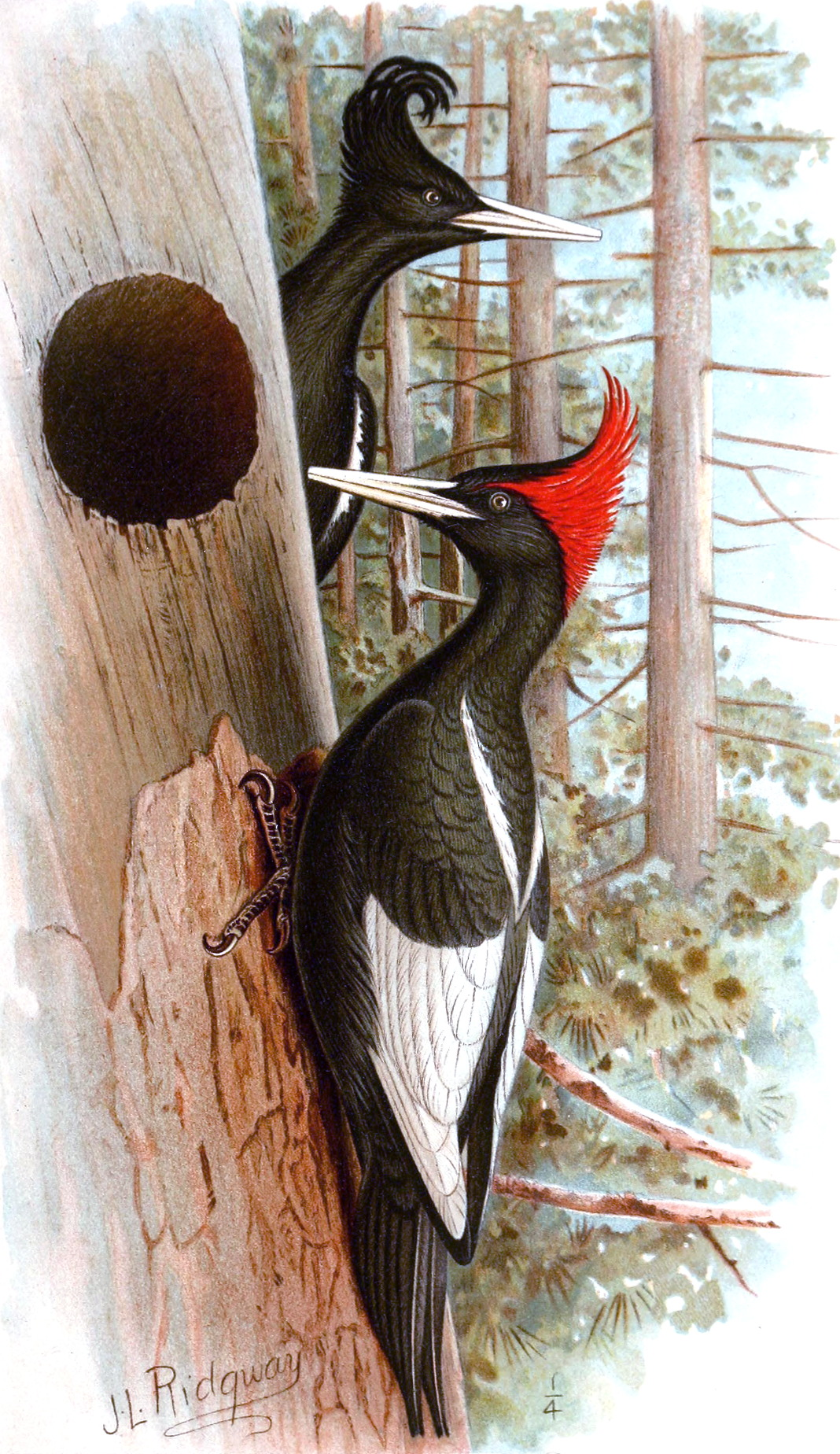
Afbeelding uit tijdschrift The Auk uit 1898

## Verspreiding en leefgebied
Deze soort was endemisch in Mexico met populaties in de Westelijke Sierra Madre in de deelstaten Sonora, Chihuahua, Durango, Nayarit, Zacatecas (misschien), Jalisco en Michoacán de Ocampo. Het leefgebied bestond uit half open, natuurlijk naaldbos op min of meer horizontaal gelegen hoogvlakten, meestal tussen de 1900 en 3000 m boven de zeespiegel. De bossen moesten rijk zijn aan oude bomen en boomstronken. Een broedpaar had een groot territorium van 26 km². Binnen geschikt habitat was het geen zeldzame vogel, maar waarschijnlijk was de populatie nooit groter dan 8000 exemplaren.

## Status
De laatste bevestigde waarneming dateert uit 1956. Daarna waren er zo nu en dan meldingen van waargenomen keizerspechten, maar daarop volgende wetenschappelijke inventarisaties in (de weinige) potentieel nog geschikte leefgebieden, leverden geen overtuigend bewijs dat de vogel aan uitsterven zou zijn ontsnapt. Het leefgebied kromp in door exploitatie van het naaldbos. Hierdoor werden de leefgebieden gemakkelijker toegankelijk voor jagers. De vogels werden geschoten omdat de veren en snavels van deze specht dienden als versiering. Omdat niet 100% zeker is dat de vogel is uitgestorven, staat hij als ernstig bedreigd op de Rode Lijst van de IUCN.